# 玫瑰奇缘恋与大明星
《玫瑰奇缘恋与大明星》（羅馬化：Payakorn Sorn Ruk）是一部由Thanad Lakorn制作，《天鹅套索》（2017）的导演育塔纳·洛潘派汶（Paajaew）执导，吉拉宇·唐思苏克、波莉雀娅·彭娜妮可领衔主演的泰国奇幻爱情喜剧。此剧于2020年6月15日起至2020年7月27日，每周一至周二晚上通过泰国第3电视台播出。

## 演员阵容
- 吉拉宇·唐思苏克 饰演 Theeruth
- 波莉雀娅·彭娜妮可 饰演 Rosita
- 瓦立特·斯里桑塔纳 饰演 Kacha
- 皮茶帕·潘图慕钦达 饰演 Rinradi（Rin）
- 卡莫茶诺·柔莎缇恩 饰演 Theeran（Ran），Theerut的妹妹
- 阿帕斯莉·妮缇布恩 饰演 Rujee
- 希拉·帕特拉 饰演 Sek
- 纳塔拉特·莫里斯·勒格朗 饰演 Aewchai
- 帕泽功·布莎娜瓦迪 饰演 Kratai
- 兰格拉达·朗里吉佳伦 饰演 Teerawee